# 邱勇
邱 勇（きゅう ゆう、1964年7月28日 - ）は、中華人民共和国の教育関係の共産党幹部。四川省栄県出身。現職は中国共産党清華大学委員会書記。元清華大学校長（学長）。

## 経歴
1964年7月28日、四川省栄県で生まれる。1983年に清華大学化学・化学工程系に入学した。1994年7月、清華大学にて博士課程修了。同年、自身の母校である清華大学の化学・化学工程系にて輔導員に着任し、以後、中国共産主義青年団清華大学委員会副書記、研究生工作組組長、党委員会副書記、系主任、理学院副院長、学術委員会副主任と昇任した。2009年12月、清華大学副校長に就任。2014年、中国共産党清華大学委員会常務副書記に就任。2015年3月26日、陳吉寧の後任として、清華大学校長（副部長級）に任命された。2022年2月、中国共産党清華大学委員会書記に就任。